# Hugo Morán
Hugo Alfonso Morán Fernández (Campomanes, 17 de noviembre de 1963) es un político español que ejerce como secretario de Estado de Medio Ambiente de España desde 2018.
Morán es miembro del Partido Socialista Obrero Español, y ha dedicado su vida política principalmente al ámbito local y autonómico, primero como concejal y alcalde de Lena y posteriormente con diferentes cargos de ámbito regional en la Comunidad Autónoma del Principado de Asturias. Asimismo, es miembro activo de su partido, formando parte de la Comisión Ejecutiva Federal.
En el ámbito nacional, fue diputado en el Congreso de los Diputados en la IX legislatura y actualmente trabaja en el Ministerio para la Transición Ecológica y el Reto Demográfico, donde se desempeña como secretario de Estado de Medio Ambiente desde junio de 2018.

## Biografía
Hugo Morán nació en Campomanes, Asturias en 1963. Inició su carrera política en el Ayuntamiento de Lena, siendo elegido concejal en las elecciones municipales de 1987. Se alzó con la alcaldía del mencionado municipio en 1995, cargo que ocupó durante 12 años, hasta 2007. Al mismo tiempo, entre 1996 y 2001 fue presidente del Consorcio para el Desarrollo de la Montaña Central de Asturias y entre 2001 y 2007 fue presidente de la Federación Asturiana de Concejos, presidente del Grupo de Desarrollo Rural de Asturias y miembro del Consejo Económico y Social del Principado de Asturias. También ha sido vocal del Consejo de Comunicación de la Radiotelevisión del Principado de Asturias entre 2005 y 2007.
Abandonó la alcaldía en 2007, cuando, bajo el mandato del presidente del Principado, Vicente Álvarez Areces, ocupó la dirección de la Oficina de Relaciones del Gobierno de Asturias con la Junta General del Principado hasta 2008, cuando dio el salto a la política nacional.
Fue elegido diputado a Cortes Generales en las elecciones generales de 2008. Durante esta legislatura, participó en numerosas comisiones, tales como la Comisión no permanente de Seguridad Vial y Prevención de Accidentes de Tráfico, la Comisión Mixta para el Estudio del Problema de las Drogas, la Comisión de Medio Ambiente, Agricultura y Pesca, la Comisión de Fomento, la Comisión de Administraciones Públicas, la Comisión de Política Territorial, la Comisión de Presupuestos y la Comisión Mixta no permanente para el estudio del cambio climático. Ocupó brevemente la portavocía adjunta del Grupo Socialista en la Comisión de Administraciones Públicas y destacó como Portavoz del Grupo Socialista en la Comisión de Medio Ambiente, Agricultura y Pesca. También fue vocal de la Diputación Permanente del Congreso entre 2009 y 2011.
Dentro del PSOE, en 2008 fue elegido secretario federal de Medio Ambiente y Desarrollo Rural del PSOE y en el XXXVIII Congreso del PSOE vuelve a formar parte de la ejecutiva esta vez como Secretario Federal de Ordenación del Territorio y Sostenibilidad. En 2014, tras el Congreso Extraordinario del PSOE de 2014, Morán deja de formar parte de la ejecutiva federal, si bien en 2017 es elegido por Pedro Sánchez como secretario federal del Área para la Transición Ecológica de la Economía.
En junio de 2018, la ministra para la Transición Ecológica, Teresa Ribera, lo eligió como secretario de Estado de Medio Ambiente. Tras la formación del nuevo gabinete en enero de 2020, la ahora vicepresidenta Ribera le confirmó en el cargo. En mayo de 2021, se aprobó la nueva Ley de cambio climático y transición energética.